# Pronephrium rubidum
Pronephrium rubidum là một loài thực vật có mạch trong họ Thelypteridaceae. Loài này được (J. Sm. ex Hook.) Holttum miêu tả khoa học đầu tiên năm 1972.